# Martina Di Giuseppe
Martina Di Giuseppe (Rome, 10 februari 1991) is een tennisspeelster uit Italië.

## Loopbaan

### Enkelspel
Di Giuseppe debuteerde in 2005 op het ITF-toernooi van Ciampino (Italië). Zij stond in 2009 voor het eerst in een finale, op het ITF-toernooi van Caserta (Italië) – hier veroverde zij haar eerste titel, door de Bulgaarse Martina Gledacheva te verslaan. In 2018 stond zij op het 80K-toernooi van Praag tegenover Richèl Hogenkamp in de finale, die door de Nederlandse werd gewonnen. Tot op heden(mei 2019) won zij zeven ITF-titels, de meest recente in 2018 in Santa Margherita di Pula (Italië).

### Dubbelspel
Di Giuseppe was in het dubbelspel minder actief dan in het enkelspel. Zij debuteerde in 2006 op het ITF-toernooi van Castel Gandolfo (Italië), samen met landgenote Vivienne Vierin – zij bereikten er de halve finale. Zij stond in 2009 voor het eerst in een finale, op het ITF-toernooi van Caserta (Italië), samen met landgenote Andreea Văideanu – zij verloren van het Italiaanse duo Stefania Chieppa en Giulia Gatto-Monticone. In 2013 veroverde Di Giuseppe haar eerste titel, op het ITF-toernooi van Rome (Italië), samen met de Roemeense Bianca Hîncu, door het Italiaanse duo Claudia Giovine en Jasmine Paolini te verslaan. Tot op heden(mei 2019) won zij zes ITF-titels, de meest recente in 2019 in Saint-Gaudens (Frankrijk).

## Posities op deWTA-ranglijst
Positie per einde seizoen:
| jaar | rang enkelspel | rang dubbelspel |
| ---- | -------------- | --------------- |
| 2007 | 912            | –               |
| 2008 | 730            | –               |
| 2009 | 485            | 571             |
| 2010 | 562            | 889             |
|      |                |                 |
| 2012 | 599            | –               |
| 2013 | 749            | 676             |
| 2014 | 899            | –               |
| 2015 | 710            | 537             |
| 2016 | 355            | 553             |
| 2017 | 318            | 453             |
| 2018 | 187            | 544             |

## Palmares

### Gewonnen ITF-toernooien enkelspel
| nr. | finale     | toernooi                 | dotatie | ondergrond | tegenstandster in finale | score         |
| --- | ---------- | ------------------------ | ------- | ---------- | ------------------------ | ------------- |
| 1.  | 2009-05-16 | Caserta                  | $10.000 | gravel     | Martina Gledacheva       | 7-6, 6-1      |
| 2.  | 2009-11-15 | Mallorca                 | $10.000 | gravel     | Laura Pous Tió           | 6-3, 6-3      |
|     |            |                          |         |            |                          |               |
| 3.  | 2016-02-21 | Palmanova                | $10.000 | gravel     | Melanie Stokke           | 7-6, 6-2      |
| 4.  | 2016-03-27 | Le Havre                 | $10.000 | gravel (i) | Sofie Oyen               | 6-3, 6-0      |
| 5.  | 2017-07-02 | Lund                     | $25.000 | gravel     | Ágnes Bukta              | 6-4, 2-6, 6-2 |
| 6.  | 2018-05-12 | Rome                     | $25.000 | gravel     | Fanny Stollár            | 7-5, 7-6      |
| 7.  | 2018-10-14 | Santa Margherita di Pula | $25.000 | gravel     | Gabriela Cé              | 6-4, 6-3      |